# Amalia en el otoño
Amalia en el otoño es una película española de drama estrenada en 2020, escrita y dirigida por Anna Utrecht y Octavio Lasheras y protagonizada en los papeles principales por María José Alfonso, Máximo Valverde y Manolo Zarzo.
Estuvo nominada en un total de 26 candidaturas en la edición de 2021 de los Premios Goya, aunque no obtuvo ninguna estatuilla. No obstante, fue galardonada con la medalla del Círculo de Escritores Cinematográficos a la  Solidaridad en la categoría de ficción.

## Sinopsis
Amalia es una mujer de setenta y siete años de edad que enviudó hace diez y que vive sola. Sus hijos Isabel y Juan viven en Estados Unidos. Isabel está preocupada por no poder atenderla y decide, en contra de los deseos de su madre, internarla en una residencia. Isabel descubre con sorpresa que su vida en la residencia no es como ella pensaba que sería. Poco después el COVID-19 aparece para trastocarlo todo.

## Reparto
- María José Alfonso ... Amalia
- Máximo Valverde ... Adolfo
- Manuel Zarzo ... Miguel
- Tony Antonio ...	Ernesto
- Guillermo Antón ... Mario
- Pau Barredo ... Leo
- Yaldana Bellver ... Diana
- Micaela Breque ... Pilar
- Pedro Caballero ... Presentador TV
- Silvia Casanova ... Carmina
- Pablo Castañón ... Arturo
- Rubén Corvo ... Totó
- Marta Mezgo ... Chica Baile 1
- María González Cotrina ... Chica Baile 2
- Marta Álvarez del Castillo ... Paloma
- Carlos Manuel Díaz ... Alfonso
- Antonio Espigares	...	Javi
- Saturnino García ...	Ignacio
- Coan Gómez ... Rafa
- Sara Gorozabel ...	Clara
- María Gracia	...	Rosa
- Mónica Gracia	...	Isabel
- Jesús Guzmán ...	Pedro
- Pancho Marín ...	Carlos
- Guillermo Montesinos ...	Paco
- Patricia Morueco ...	Rebeca
- Guillermo Nelson ...	José
- Jaime Pedrera	...	David
- Mariel Peralta ... Mayte
- Olga María Ramos ...	Olga María Ramos
- Laura Ruiz ... Begoña
- Cristina Sáez ...	Recepcionista
- Ginés Sánchez	...	Mosen Luis
- Mariano Venancio ...	Ángel
- Cristina Zapata ... Sole

## Premios y nominaciones
Medallas del Círculo de Escritores Cinematográficos de 2020
| Categoría                           | Resultado |
| ----------------------------------- | --------- |
| Medalla de la Solidaridad (ficción) | Ganadora  |